# Ramón Villaverde
Ramón Alberto Villaverde Vázquez (Montevideo, 16 marzo 1930 – Barcellona, 15 settembre 1986) è stato un calciatore uruguaiano, di ruolo attaccante.

## Carriera
Con il Barcellona vinse la Coppa delle Fiere 1955-1958 e 1958-1960, oltre al campionato spagnolo 1958-1959 e 1959-1960.
Giocò due partite non ufficiali con la nazionale della Colombia, entrambe nel maggio del 1954.

## Palmarès

### Club

#### Competizioni nazionali
- Campionato colombiano: 1

Millonarios: 1953
- Campionato spagnolo: 2

Barcellona: 1958-1959, 1959-1960
- Coppa di Spagna: 3

Barcellona: 1957, 1958-1959, 1962-1963

#### Competizioni internazionali
- Pequeña Copa del Mundo: 1

Millonarios: 1953
- Coppa delle Fiere: 2

Barcellona: 1955-1958, 1958-1960